# Liste des cathédrales du Ceará
Cet article recense les cathédrales du Ceará au Brésil.

## Généralités
Du point de vue de l'Église catholique, l'État du Ceará est administré par un archidiocèse et huit diocèses : on y compte neuf cathédrales.

## Liste
| Édifice                                   | Ville             | Diocèse                | Coordonnées                       | Illus. |
| ----------------------------------------- | ----------------- | ---------------------- | --------------------------------- | ------ |
| Notre-Seigneur-de-Bonne-Fin (id)          | Crateús           | Crateús (pt)           | 5° 10′ 29″ sud, 40° 40′ 05″ ouest |        |
| Notre-Dame-du-Rocher (pt)                 | Crato             | Crato (pt)             | 7° 14′ 04″ sud, 39° 24′ 47″ ouest |        |
| Saint-Joseph (pt)                         | Fortaleza         | Fortaleza              | 3° 43′ 29″ sud, 38° 31′ 28″ ouest |        |
| Saint-Joseph                              | Iguatu            | Iguatu (pt)            | 6° 21′ 36″ sud, 39° 17′ 39″ ouest |        |
| Notre-Dame-de-Miséricorde (id)            | Itapipoca         | Itapipoca (pt)         | 3° 30′ 04″ sud, 39° 34′ 54″ ouest |        |
| Notre-Dame-de-l'Immaculée-Conception (id) | Limoeiro do Norte | Limoeiro do Norte (pt) | 5° 08′ 46″ sud, 38° 05′ 54″ ouest |        |
| Sainte-Famille (id)                       | Quixadá           | Quixadá (pt)           | 4° 58′ 02″ sud, 39° 01′ 01″ ouest |        |
| Notre-Dame-de-l'Immaculée-Conception (pt) | Sobral            | Sobral (pt)            | 3° 41′ 30″ sud, 40° 20′ 52″ ouest |        |
| Sainte-Anne (id)                          | Tianguá           | Tianguá (pt)           | 3° 43′ 52″ sud, 40° 59′ 29″ ouest |        |